# Novacane
A Novacane Frank Ocean debütáló kislemeze, amely az első volt Nostalgia, Ultra mixtape-jéről. A dalt Ocean, Tricky Stewart és Victor Alexander szerezte és Stewart volt a producere. A témáját tekintve a dal egy fiatal tanuló lányról szól, aki pornófilmek forgatásából él meg és fizeti tanulmányait, illetve, aki érzéstelenítő gyógyszereket használ drogként. A dal az egyedüllét, elszigeteltség és a eltompult érzések témáját követi. A dalt méltatták zenekritikusok, a The New York Times, a Spin, az Ology, a Zimbio és a Pitchfork is az év egyik legjobb dalának nevezte. A kislemez borítója hasonlít a Roxy Music Stranded című albumára.
A Novacane volt az első kislemez a Nostalgia, Ultra középlemezről, amelyet végül visszavontak. A dal 82. helyig jutott a Billboard Hot 100-on. A dal videóklipjét Nabil Elderkin rendezte és június 16-án jelent meg. A videóban Ocean egy sötét szobában látható. A dalt többször is előadta az OFWGKTA-val való turnézása közben Észak-Amerikában és Európában.

## Háttér
A Novacane-t Frank Ocean és Victor Alexander szerezte, Tricky Stewart közreműködésével, aki a dal producere is volt. Szerepelt Nostalgia, Ultra című mixtape-jén, amely 2011. február 18-án jelent meg. Mikor a The Quietus megkérdezte, hogy saját élményei alapján írta a dalt, a következőt válaszolta: „Én nem reggelizek kokaint!” (egy utalás a dal szövegére). Így folytatta: „A konyhám általában elég tiszta. De szórakoznod kell a képekkel, és nekem a teljes koncepció az volt, hogy mindennek olyannak kell lennie... Soha senki nem lesz ideges, mikor egy rendezőnek a filmje nem a saját életéről szól. Az emberek azt gondolják, hogy egy előadóval minden szarnak egy kibaszott élménybeszámolónak kell lennie a teljes életükről, de nem az. Hasonlatok és egy kis szatíra.” Mikor arról kérdezték, hogy egy R&B-dal volt-e, a következőt mondta: „Ha énekes vagy és fekete, akkor R&B-előadó vagy. Pont.” Azt mondta, hogy ugyan tartalmaz R&B elemeket, de nem érzi azt, hogy kifejezetten R&B lenne. 2011. május 31-én digitális letöltésként jelent meg a dal a Def Jam Recordings kiadón keresztül.

## Közreműködő előadók
- Frank Ocean – vokál
- Christopher Stewart – producer, billentyűk
- Monte Neuble – billentyűk
- Alex Al – basszus
- Andrew Wuepper – keverés, felvétel hangmérnök
- Brian Thomas – hangmérnök

## Slágerlisták

### Heti slágerlisták
| Slágerlista (2011)                 | Legmagasabb pozíció |
| ---------------------------------- | ------------------- |
| US Billboard Hot 100               | 82                  |
| US Billboard Heatseekers Songs     | 6                   |
| US Billboard Hot R&B/Hip-Hop Songs | 17                  |
| US Billboard Radio Songs           | 59                  |

### Év végi slágerlisták
| Slágerlista (2011)                 | Pozíció |
| ---------------------------------- | ------- |
| US Billboard Hot R&B/Hip-Hop Songs | 84      |

## Minősítések
| Régió                    | Minősítések  | Példányszám |
| ------------------------ | ------------ | ----------- |
| Dánia (IFPI Denmark)     | Aranylemez   | 45 000      |
| Egyesült Királyság (BPI) | Ezüstlemez   | 200 000     |
| Egyesült Államok (RIAA)  | Platinalemez | 1 000 000   |